# Pays de Léon

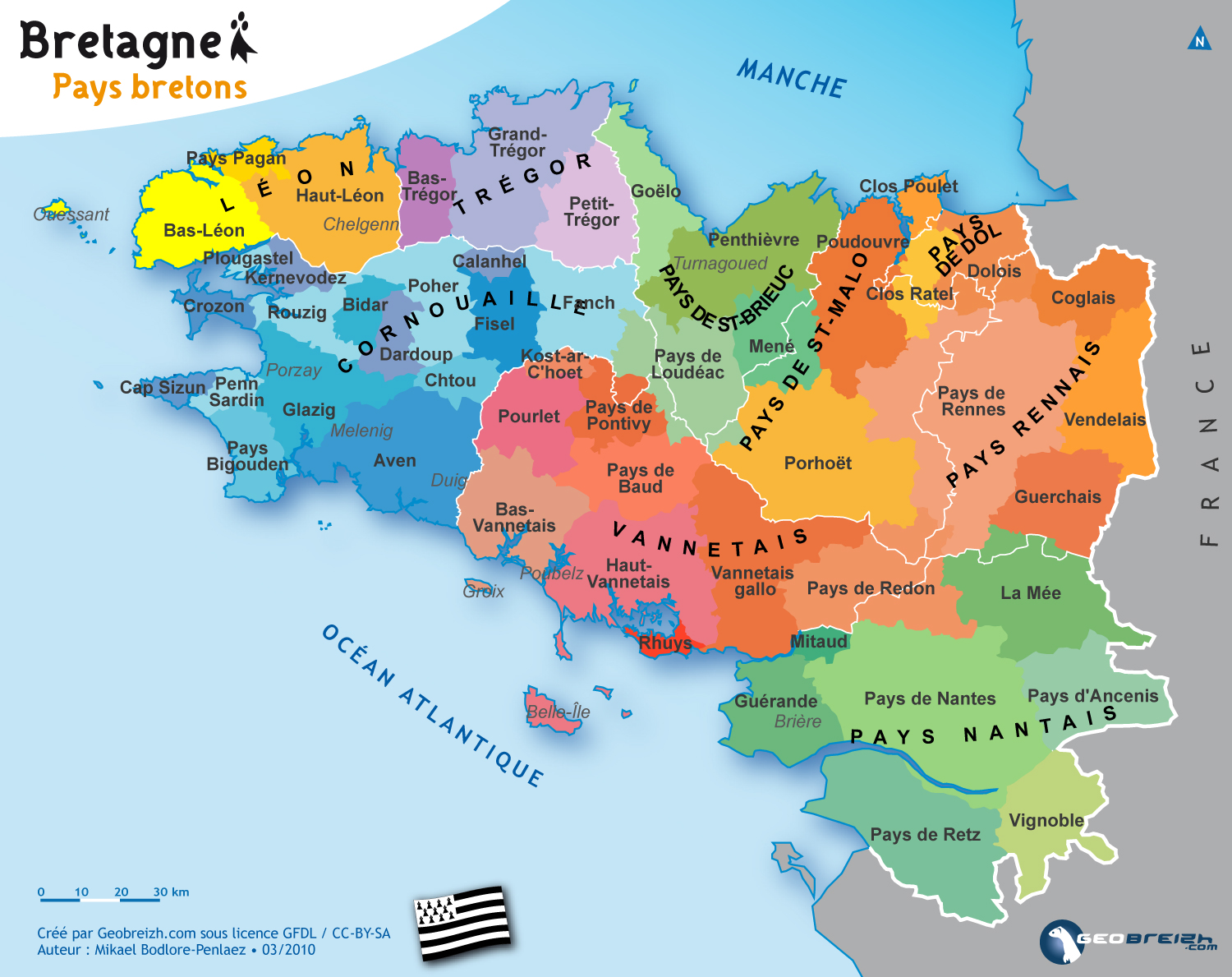
Landschaft Léon im Nordwesten der Bretagne

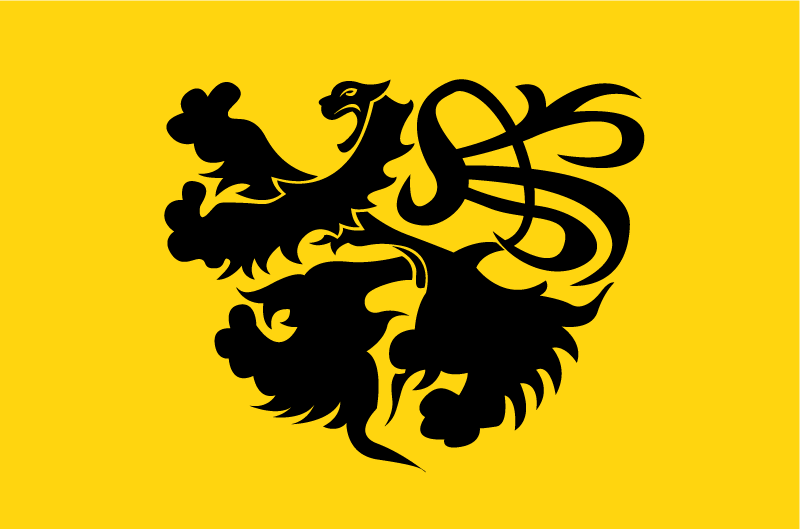
Wappen des Pays de Léon

Das Pays de Léon (bretonisch Bro Leon), zu dem auch die im Westen vorgelagerte Insel Ouessant und die unbewohnte Inselgruppe des Archipel de Molène gehören, bildet den äußersten Nordwesten der Bretagne innerhalb des Départements Finistère und eine der Provinzen des Ancien Régime. Das ca. 2020 km² große Gebiet hat etwa 420.000 Einwohner. Sein religiöses Zentrum war im Mittelalter Saint-Pol-de-Léon als Sitz der Bischöfe von Léon; das politische Zentrum war Lesneven. Der Bischofssitz wurde im 19. Jahrhundert nach Quimper verlegt, wirtschaftliches Zentrum ist Brest geworden.
Léon grenzt im Osten an Trégor (die Grenze ist der Fluss Morlaix), im Süden an Cornouaille (die Grenze liegt bei Landerneau). Le Conquet, Landerneau und Morlaix waren die wichtigsten Häfen.